# Coupe Banque Nationale 2018
La Coupe Banque Nationale 2018 è stata un torneo di tennis giocato sul cemento indoor. È stata la 26ª edizione del Coupe Banque Nationale, che fa parte della categoria International nell'ambito del WTA Tour 2018. Si è giocato al PEPS sport complex di Québec City in Canada, dal 10 al 16 settembre 2018.

## Partecipanti

### Teste di serie
| Nazionalità | Giocatrice         | Ranking* | Teste di serie |
| ----------- | ------------------ | -------- | -------------- |
| Bielorussia | Aryna Sabalenka    | 20       | 1              |
| Croazia     | Petra Martić       | 47       | 2              |
| Porto Rico  | Mónica Puig        | 55       | 3              |
| Romania     | Monica Niculescu   | 62       | 4              |
| Stati Uniti | Sofia Kenin        | 65       | 5              |
| Rep. Ceca   | Lucie Šafářová     | 69       | 6              |
| Germania    | Tatjana Maria      | 70       | 7              |
| Francia     | Pauline Parmentier | 71       | 8              |

* Ranking al 27 agosto 2018.

### Altre partecipanti
Le seguenti giocatrici hanno ricevuto una wild card per il tabellone principale:
- Françoise Abanda
- Leylah Annie Fernandez
- Rebecca Marino

La seguente giocatrice è entrata in tabellone tramite il ranking protetto:
- Vol'ha Havarcova

Le seguenti giocatrici sono passate dalle qualificazioni:

- Marie Bouzková
- Gabriela Dabrowski
- Victoria Duval
- Sesil Karatančeva
- Tereza Martincová
- Jessica Pegula

## Ritiri
Prima del torneo
- Anna Blinkova → sostituita da  Veronika Kudermetova
- Danielle Collins → sostituita da  Naomi Broady
- Olga Danilović → sostituita da  Ons Jabeur
- Vitalija D'jačenko → sostituita da  Madison Brengle
- Margarita Gasparjan → sostituita da  Beatriz Haddad Maia
- Anastasija Pavljučenkova → sostituita da  Heather Watson
- Peng Shuai → sostituita da  Mona Barthel
- Sachia Vickery → sostituita da  Georgina García Pérez

Durante il torneo
- Madison Brengle

## Campionesse

### Singolare
Pauline Parmentier ha battuto in finale  Jessica Pegula con il punteggio di 7-5, 6-2.
- È il quarto titolo in carriera per Parmentier, il secondo della stagione.

### Doppio
Asia Muhammad /  Maria Sanchez hanno battuto in finale  Darija Jurak /  Xenia Knoll con il punteggio di 6-4, 6-3.